# Siete de Octubre
Siete de Octubre är en ort i Mexiko.   Den ligger i kommunen Ángel Albino Corzo och delstaten Chiapas, i den sydöstra delen av landet, 800 km sydost om huvudstaden Mexico City. Siete de Octubre ligger 1 076 meter över havet och antalet invånare är 136.
Terrängen runt Siete de Octubre är kuperad åt nordost, men åt sydväst är den bergig. Runt Siete de Octubre är det ganska glesbefolkat, med 28 invånare per kvadratkilometer. Närmaste större samhälle är Angel Albino Corzo, 18,4 km norr om Siete de Octubre. I omgivningarna runt Siete de Octubre växer i huvudsak städsegrön lövskog.